# Alisa (assistent virtual)
Alisa (en rus: Алиса) és un assistent personal intel·ligent rus per als sistemes operatius Android, iOS i Windows i per als dispositius propis de Yandex desenvolupats per Yandex. Alice es va presentar oficialment el 10 d'octubre de 2017. A més de tasques comunes, com ara la cerca a Internet o les previsions meteorològiques, també pot executar aplicacions i xerrar. Alice també és l'assistent virtual que s'utilitza per a l'altaveu intel·ligent Yandex Station.
Les peticions de veu a Alisa són processades pels servidors de Yandex, on retenen algunes d'elles amb l'objectiu d'expandir les dades d'entrenament de l'assistent. Segons Denis Filippov, director de Yandex Speech Technologies, les dades de veu conservades són completament anònimes i sense cap associació amb els comptes dels usuaris.
És possible comunicar-se amb l'assistent per veu i introduint sol·licituds des del teclat. L'Alice respon directament a la interfície de diàleg o mostra els resultats de la cerca d'una consulta o l'aplicació desitjada. A més de respondre preguntes, l'Alice pot resoldre tasques aplicades: encendre música, configurar el despertador, trucar a un taxi o jugar a jocs.
Segons les estadístiques de Yandex publicades el maig de 2018, Alice està instal·lada al 53% dels telèfons intel·ligents a Rússia i està disponible al navegador de més de 20 milions de cotxes.

## Desenvolupament
Una versió beta d'Alisa va ser llançada el maig de 2017. Més tard, es va agregar un motor de xerrada basat en xarxes neuronals que permetia als usuaris de parla russa tenir converses gratuïtes amb Alisa sobre qualsevol cosa. El reconeixement de la parla va resultar ser particularment difícil per a l'idioma rus a causa de les seves complexitats gramaticals i morfològiques. Per a manejar-ho, Alisa estava equipada amb el SpeechKit de Yandex, que, segons la taxa d'error de paraula, proporciona la més alta precisió per al reconeixement parlat rus. La veu d'Alisa es basa en la veu de l'actriu russa Tatyana Shitova.
Des del 2023, Alisa ha estat presentant la xarxa neuronal YandexGPT capaç d'escriure textos i generar idees.
El 5 de desembre de 2018, Yandex va presentar el seu primer telèfon intel·ligent, Yandex.Phone. Alice va ocupar un lloc central a la seva interfície. El seu informador a la pantalla d'inici pot mostrar informació sobre el temps, els embussos de trànsit, etc. L'assistent de veu pot respondre a una sol·licitud fins i tot quan la pantalla del telèfon està bloquejada.
El 9 d'octubre de 2019, Yandex va presentar el seu nou altaveu intel·ligent, Station Mini . En comparació amb el Yandex.Station, l'altaveu es diferencia per un preu més baix i també és possible interactuar-hi mitjançant gestos.